# سو نيومان
سو نيومان (بالإنجليزية: Sue Newman)‏ هي لاعبة الاسكواش أسترالية، ولدت في 24 أبريل 1950 في سيدني في أستراليا.

## وصلات خارجية
- سو نيومان على موقع SquashInfo.com (الإنجليزية)